# Нагинский, Григорий Михайлович
Григорий Михайлович Нагинский (род. 16 июня 1958 года, Орск, Оренбургская область, РСФСР, СССР) — российский государственный деятель.

## Биография
Григорий Нагинский родился 16 июня 1958 года в городе Орск, в семье Михаила Зиновьевича Нагинского, мастера Магнитогорского металлургического комбината, и Людмилы Викторовны Нагинской, инженера лаборатории Магнитогорского металлургического комбината.

### Образование
В 1980 году окончил Уральский политехнический институт по специальности «инженер-теплоэнергетик».
В 2006 году защитил диссертацию в Санкт-Петербургском государственном университете экономики и финансов. Тема диссертации — «Стратегические вопросы интенсификации внедрения нововведений на промышленном предприятии».
Присвоена ученая степень кандидата экономических наук.

### Карьера
После окончания института в 1980 году направлен на работу в МСУ-1 ПО «Энергоспецмонтаж» (Кирово-Чепецк). Работал мастером, прорабом, начальником участка, заместителем главного инженера управления.
С мая по август 1987 года — главный инженер Монтажного района — руководил ремонтными работами на четвертом энергоблоке Чернобыльской АЭС после аварии 1986 года.
С 1988 года — главный инженер монтажно-строительного управления № 90 ПО «Энергоспецмонтаж» Министерства среднего машиностроения СССР (Сосновый Бор, Ленинградская область).
С 1990 года — народный депутат Сосновоборского городского совета народных депутатов.
С 1992 года — заместитель генерального директора ОАО «МСУ № 90».
В 1995 году инициировал объединение ряда сосновоборских предприятий, в том числе МСУ-90, в холдинг, и с этого же года стал председателем Совета директоров холдинга «Концерн Титан-2».
С 1996 года по 2001 год был депутатом Городского собрания муниципального образования города Сосновый Бор.
С 1996 года — вице-президент ассоциации общественных объединений «Союз Чернобыль — Сосновый Бор» и президент общественной организации «Федерация дзюдо города Сосновый Бор».
В 1999 году баллотировался в Государственную Думу третьего созыва по Кингисеппскому одномандатному избирательному округу № 100.
С 2001 года — депутат Законодательного Собрания Ленинградской области третьего созыва, работал в постоянных комиссиях по бюджету и налогам, по жилищно-коммунальному хозяйству, топливно-энергетическому комплексу и строительству.
С 16 сентября 2003 года — член Комитета Совета Федерации Федерального собрания Российской Федерации по промышленной политике и член Комиссии Совета Федерации по естественным монополиям (национальной морской политике).
В марте 2007 года вновь избран в Совет Федерации Федерального Собрания Российской Федерации от Законодательного собрания Ленинградской области. Председатель подкомиссии по атомной энергетике Комиссии Совета Федерации по естественным монополиям и член Комитета Совета Федерации по промышленной политике.
С 12 января 2010 года — начальник расквартирования и обустройства Министерства обороны Российской Федерации, с 2 июля 2010 года — заместитель Министра обороны Российской Федерации.
С 22 апреля 2011 года по 25 июля 2013 года — директор Федерального агентства специального строительства.
C 2014 года — Председатель Совета директоров ОАО «ТИТАН-2».

### Политическая деятельность
С 2002 года — член партии «Единая Россия».
В августе 2005 года назначен на должность заместителя Руководителя Северо-Западного Межрегионального координационного совета партии «Единая Россия» по взаимодействию с депутатами и депутатскими объединениями «Единая Россия» в законодательных (представительных) органах государственной власти субъектов РФ.
В июне 2006 года избран в состав президиума Регионального политического совета Ненецкого регионального отделения партии «Единая Россия».
В мае 2007 года избран в состав Регионального политического совета Ленинградского областного регионального отделения партии.
15 апреля 2009 года назначен на должность Заместителя Руководителя Северо-Западного Межрегионального координационного совета партии «Единая Россия» по агитационно-пропагандистской работе, работе антикризисных групп и политических клубов партии.

## Награды

### Государственные награды
- Орден Мужества (2 августа 1997 года) — за мужество и самоотверженность, проявленные при ликвидации последствий аварии на Чернобыльской АЭС[4]
- Заслуженный строитель Российской Федерации (4 июня 2008 года) — за заслуги в области строительства и многолетний добросовестный труд[5]

### Региональные награды
- Почётный гражданин города Сосновый Бор (2013) — за большой личный вклад в развитие города Сосновый Бор и его инфраструктуры, сохранение в сложных экономических условиях промышленных и строительных предприятий города, большую общественную работу и деятельность в органах государственной власти Российской Федерации, большую поддержку творческих и общественных объединений города.
- Памятная медаль «20 лет Законодательному собранию Ленинградской области» (2014) — за большой личный вклад в развитие Ленинградской области, в ознаменование двадцатилетия учреждения Законодательного собрания Ленинградской области.
- Почётный гражданин Ленинградской области (2022) — за большой личный вклад в развитие Ленинградской области.

## Семья
Женат, имеет дочь.

### Ближайшие родственники
Жена: Татьяна Ивановна Нагинская, 1958 года рождения, домохозяйка.
Дочь: Елена Григорьевна Нагинская, 1978 года рождения, первый заместитель генерального директора АО «КОНЦЕРН ТИТАН-2».